# Jean-Louis-Henri de Bancalis de Maurel d'Aragon
Jean-Louis-Henri de Bancalis de Maurel, marquis d'Aragon, né le 5 août 1763 à Lamastre et mort le 6 janvier 1848 au château de Saliès, est un militaire et homme politique français.

## Biographie
Jean-Louis-Henri de Bancalis de Maurel d'Aragon est le fils de Jean-Marie de Bancalis de Maurel, marquis d'Aragon (en), et de Gabrielle de Portes de Pardailhan.
Premier page du comte d'Artois, capitaine de cavalerie au régiment du Roi (1789), il est corédacteur du cahier des doléances et commissaire de la noblesse de la sénéchaussée de Carcassonne en 1789. 
Émigré en 1791, il fait la campagne de 1792 comme aide de camp du maréchal de Castries et épouse à Ansbach, en 1794, Sophie de Nassau, fille naturelle du prince Charles de Nassau-Siegen, amiral au service de Catherine II, et de Thérèse Eymer, dite Fleury. À l'occasion de ce mariage, il reçoit un brevet de lieutenant-colonel au service de la Russie.
À la Seconde Restauration, il fut nommé président du Collège électoral du Tarn (1816).
Baron-pair de France héréditaire en 1819, membre et président du Conseil général de ce département, il siégea à la chambre des pairs jusqu'à sa mort.
Marié à Sophie von Nassau-Siegen, fille naturelle du prince Charles-Henri-Othon de Nassau-Siegen, il est le père de Charles-François-Armand de Bancalis de Maurel d'Aragon et le beau-père de Joseph-Léonard Decazes.

## Sources
- « Aragon (Jean-Louis-Henri de Bancalis de Maurel, marquis d') », dans Adolphe Robert et Gaston Cougny, Dictionnaire des parlementaires français, Edgar Bourloton, 1889-1891 [détail de l’édition]